# 알곡

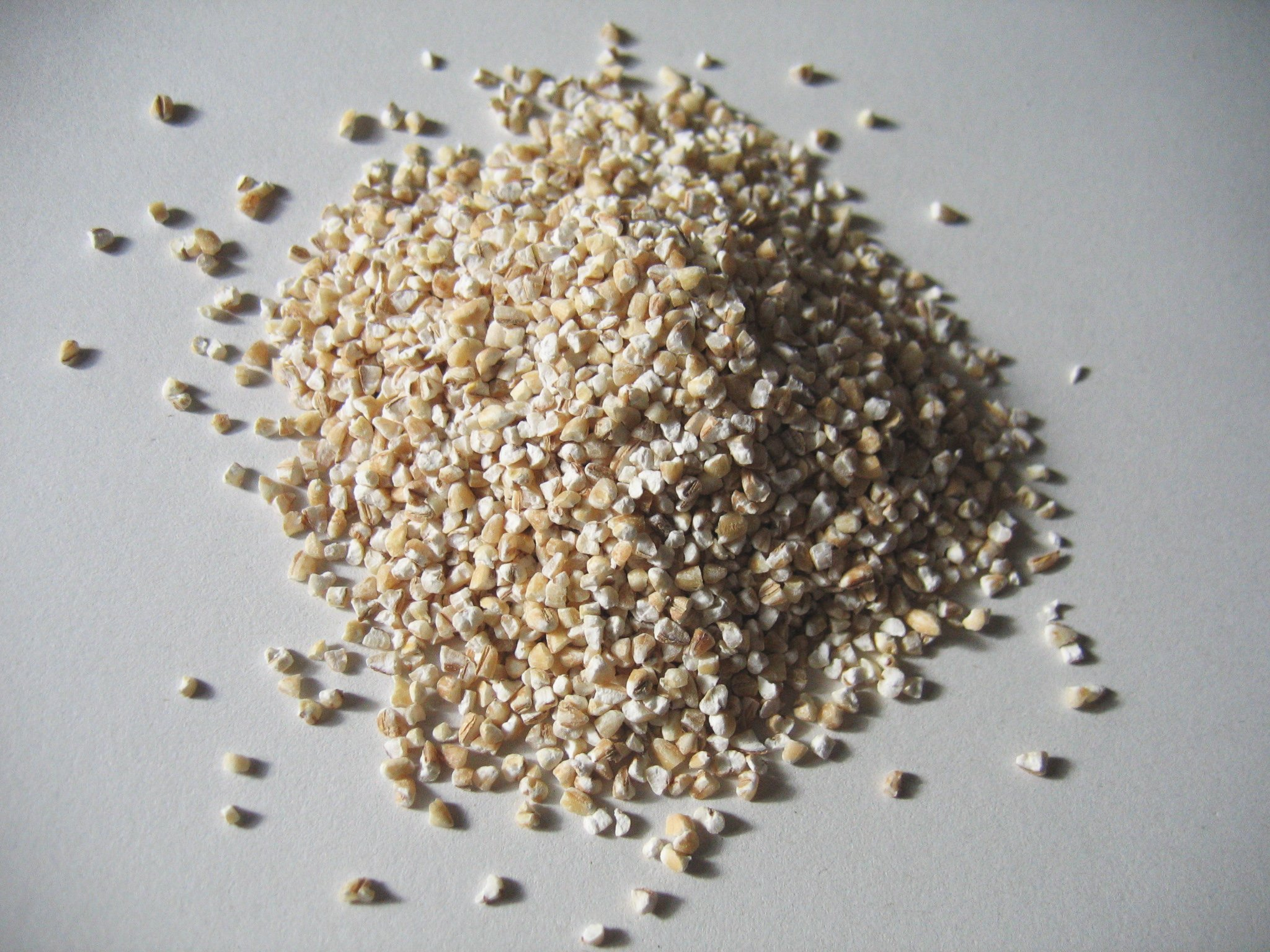
보리쌀

알곡(-穀)은 곡식의 낟알에서 껍질을 제거하고 남은 알맹이이다. 보리쌀, 좁쌀, 밀쌀 등에서와 같이, 벼과에 속한 곡식의 껍질을 벗긴 알을 통틀어 쌀이라 부르기도 한다.

## 종류
- 귀리쌀
- 기장쌀
- 녹쌀
- 메밀쌀
- 밀쌀
- 볍쌀
- 보리쌀
- 수수쌀
- 옥수수쌀
- 좁쌀
- 핍쌀